# Robert Aymar (physicien)
Pour les articles homonymes, voir Robert Aymar et Aymar.
Robert Aymar, né le 23 mars 1936 et mort le 23 septembre 2024 à Sainte-Foy-lès-Lyon, est un physicien français.

## Biographie
Il étudie à l'École polytechnique avant d'entrer au Corps des poudres. Ensuite, il effectue des recherches au CEA sur la physique des plasmas et ses applications pour la fusion nucléaire. 
Il est directeur de Tore Supra de 1977 à 1988, depuis la conception jusqu'à la mise en service. 
En 1990, il est nommé à la tête de la Direction des Sciences de la Matière au CEA. En 1991, il y crée le département d’Astrophysique, de Physique des particules, de Physique nucléaire et d’Instrumentation associée (DAPNIA).
En juillet 1994, il est nommé directeur du Réacteur thermonucléaire expérimental international (ITER), puis il est Directeur général du CERN du 1er janvier 2004 au 31 décembre 2008. 
Il est fait chevalier de la Légion d'honneur au printemps 2011.
Robert Aymar meurt le 23 septembre 2024 à Sainte-Foy-lès-Lyon.